# Fred M. Vinson
Frederick Moore Vinson, född 22 januari 1890 i Lawrence County, Kentucky, USA, död 8 september 1953 i Washington, D.C., var en amerikansk demokratisk politiker och jurist.
Vinson var ledamot av USA:s representanthus 1924-1929 samt 1931-1938, federal appellationsdomare i DC 1938-1943, USA:s finansminister 1945-1946 samt chefsdomare i USA:s högsta domstol 1946-1953.

## Biografi
Han hade examen från Centre College (B.A.) 1909 samt från College of Law of Central University (LL.B.) 1911.
Vinson var ledamot av USA:s representanthus från Kentucky 1924-1929 och 1931-1938. Han invaldes i ett fyllnadsval 1924, som ordnades när William J. Fields hade blivit delstatens guvernör. 1928 förlorade han sin återvalskampanj, när han ansågs ha stått för nära det årets förlorande presidentkandidat Al Smith. Vinson återkom till kongressen två år senare.
I kongressen blev han nära vän med partikamraten Harry S. Truman som var ledamot av USA:s senat från Missouri. Under åren var han en förtrogen rådgivare som spelade kort tillsammans med Truman. När Truman på 1950-talet lämnade presidentämbetet, försökte han övertala Vinson att ställa upp som presidentkandidat, men förgäves.
1938-1943 arbetade Vinson som domare vid United States Court of Appeals for the District of Columbia Circuit. När Truman blev president år 1945, utnämnde han Vinson till USA:s finansminister. Efter ett år som finansminister blev han sedan utnämnd till chefsdomare i USA:s högsta domstol. Som kongressledamot, finansminister och chefsdomare hann Vinson utöva tre olika typer av makt enligt maktdelningsprincipen: lagstiftande, verkställande och dömande makt.
När Vinson blev chefsdomare, var relationerna mellan domarna i USA:s HD dåliga. Vissa av domarna kunde inte ens tala med varandra. Vinson lyckades åtminstone på det personliga planet att få domarna att tala med varandra. De viktigaste frågorna under Vinsons tid i domstolen var rassegregationen, fackföreningsrörelsen, kommunismen och användningen av lojalitetseden i USA under McCarthyismen. När det gäller separate but equal-lagarna, ansåg Vinson att de delstater som praktiserade rassegregationen måste på riktigt erbjuda likvärdiga arrangemang för mörk- och ljushyade.
När USA:s utrikesminister Dean Acheson under 1950 anklagades för att vara "mjuk mot kommunismen" så spekulerades det att han skulle byta jobb med Vinson så att Acheson skulle bli chefsdomare och Vinson utrikesminister men så skedde det inte. Efter att Truman hade beslutat sig för att inte ställa upp för omval 1952 erbjöd han Vinson den demokratiska presidentnomineringen men Vinson avböjde. Presidentnomineringen tillföll till slut Illinois guvernör Adlai Stevenson som förlorade mot Eisenhower i det allmänna novembervalet.
Som chefsdomare förestavade Vinson presidenteden för Harry Truman 1949 och Dwight Eisenhower 1953. Vinson avled plötsligt i en hjärtattack i september 1953. Hittills har alla av Vinsons efterträdare som chefsdomare i USA:s högsta domstol utnämnts av republikanska presidenter.
Eftersom Vinson sökte kompromisser i frågan om rassegregation, har många historiker ansett att hans död underlättade för efterträdaren Earl Warren att få igenom det historiska domslutet i fallet Brown v. Board of Education, som innebar slutet på segregationen i skolorna enligt separate but equal-doktrinen. Redan året efter Vinsons död ansåg domstolen nämligen att det var omöjligt att på riktigt erbjuda likvärdiga men skilda rasbaserade arrangemang när det gäller skolundervisningen. Vinson, som inte hade velat ha ett 5-4 beslut, hade efter den första behandlingen beordrat att fallet skulle höras på nytt inför högsta domstolen.